# Edmond Decottignies
Edmond Decottignies, né le 3 décembre 1893 à Comines (Nord) et mort le 3 juin 1963  à Comines, est un haltérophile français.
Il est champion olympique dans cette discipline, dans la catégorie des poids légers, lors des Jeux olympiques d'été de 1924 à Paris. Au cours de la matinée du 22 juillet 1924, il bat le record du monde de l'épaulé-jeté à droite avec 92,500 kg, record battu dans la foulée par Felix Bichsel (en) avec 95 kg. Il termine la compétition avec 880 points, nettement devant ses dauphins autrichiens Anton Zwerina et Leopold Treffny (en).

## Palmarès
- Médaille d'or aux Jeux olympiques d'été de 1924

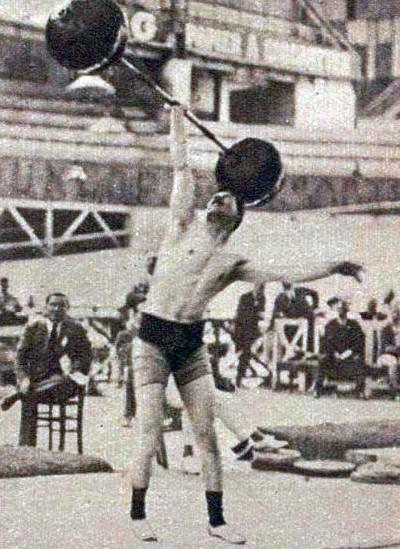
Le français Edmond Decottignies, champion olympique des poids légers en 1924.

- Champion de France en 1921, 1923 et 1924